# Stipa caespitosa
Stipa caespitosa är en gräsart som först beskrevs av August Heinrich Rudolf Grisebach, och fick sitt nu gällande namn av Carlos Luis Spegazzini. Stipa caespitosa ingår i släktet fjädergrässläktet, och familjen gräs. Inga underarter finns listade i Catalogue of Life.